# You're My Driving Wheel
"You're My Driving Wheel" is het op een na laatste nummer ooit uitgebracht door de legendarische Motown groep The Supremes. Het was ook het laatste nummer dat de top 100 op de Amerikaanse poplijst haalde. De single had klein succes met een 85ste plek op de poplijst en een top 50 notitie op de R&B lijst. Het is een van de weinige singles waar Susaye Greene op meezingt.
De B-kant van de single, "You're What's Missing In My Life", werd gecoverd door ex-Temptation G.C. Cameron.

## Bezetting
- Lead: Scherrie Payne
- Achtergrondzangeressen: Mary Wilson en Susaye Greene
- Schrijvers: Brian en Eddie Holland
- Productie: Brian Holland